# حصار (فضل)
حصار روستایی در دهستان فضل بخش مرکزی شهرستان نیشابور استان خراسان رضوی ایران است.

## جمعیت
بر پایه سرشماری عمومی نفوس و مسکن در سال ۱۳۹۵ جمعیت این روستا ۲۵۹ نفر (۹۵خانوار) بوده‌است.